# Sèrie 447 de Renfe
La sèrie 447 de Renfe, juntament amb la sèrie 446 de Renfe i els trens Civia són un grup d'unitats elèctriques ideades per oferir serveis de rodalia eficaços. El seu disseny es va començar a planejar a principis de la dècada del 1980 i es va materialitzar en el prototip de la sèrie 445 quan el servei de rodalia va començar a cobrar gran protagonisme en ciutats com Madrid i les unitats que estaven oferint aquests serveis, principalment unitats de la sèrie 440, començaven a ser insuficients. Com que s'anava a dissenyar un tren exclusiu per oferir aquests serveis es va decidir dotar-lo de les necessitats exigides per a aquest servei, amb múltiples parades en distàncies curtes i un gran nombre de viatgers. D'aquesta manera, se'ls va dotar d'una gran capacitat d'acceleració penalitzant la velocitat màxima. És considerat un dels millors trens de rodalia, per la seva gran potència i la seva fiabilitat, sobrepassant als nous Civia.
La sèrie 447, ofereix un disseny similar al de la sèrie 446, ja que els diferents canvis estètics i de seguretat es van realitzar alhora; tant és així que exteriorment només es diferencien per les lletres de la numeració dels cotxes que en la sèrie 446 la lletra M o R està en blanc i en la sèrie 447 aquesta lletra està en color groc i en una menor amplària exterior de 9 cm de les 447 (no apreciable a simple vista). Tot i això, el rendiment d'aquestes dues unitats és ben diferent. Aquesta nova sèrie va ser dotada amb uns nous motors trifàsics asíncrons que ofereixen un rendiment encara millor que els de les 446, amb major acceleració, major esforç tractor i, a més, la velocitat màxima és més gran, aconseguint els 120 km/h. Igual que la 446, cada unitat disposa de tres cotxes. Els dos dels extrems, tots dos amb cabina de conducció, estan motoritzats i únicament el del mig és un remolc. Cadascun dels cotxes tenen tres parells de portes de doble fulla per a una ràpida entrada i sortida de viatgers. Poden circular acoblades en servei normal a unitats de la sèrie 446 amb algunes limitacions en tracció i fre.
Donades les diferències de rendiment d'aquestes dues unitats, es va assignar la sèrie inferior per a línies on la distància entre estacions era més curta, entre 1-2 km, ja que aquí la velocitat màxima no afecta els temps. D'aquesta manera es van assignar les 447 per a trajectes amb parades cada 2-4 km.
Aquestes unitats circulen pels nuclis de rodalies de Barcelona, Madrid, València, Sant Sebastià, Santander, Girona i Tarragona i excepcionalment en serveis regionals a Catalunya.
Cal esmentar que trens derivats d'aquest model s'utilitza a Mèxic per l'empresa Ferrocarriles Suburbanos, SA de CV, que és la que opera el Sistema 1 del Ferrocarril Suburbà de la Zona Metropolitana de la Vall de Mèxic. El model d'aquests trens és UT-01.

## Referències

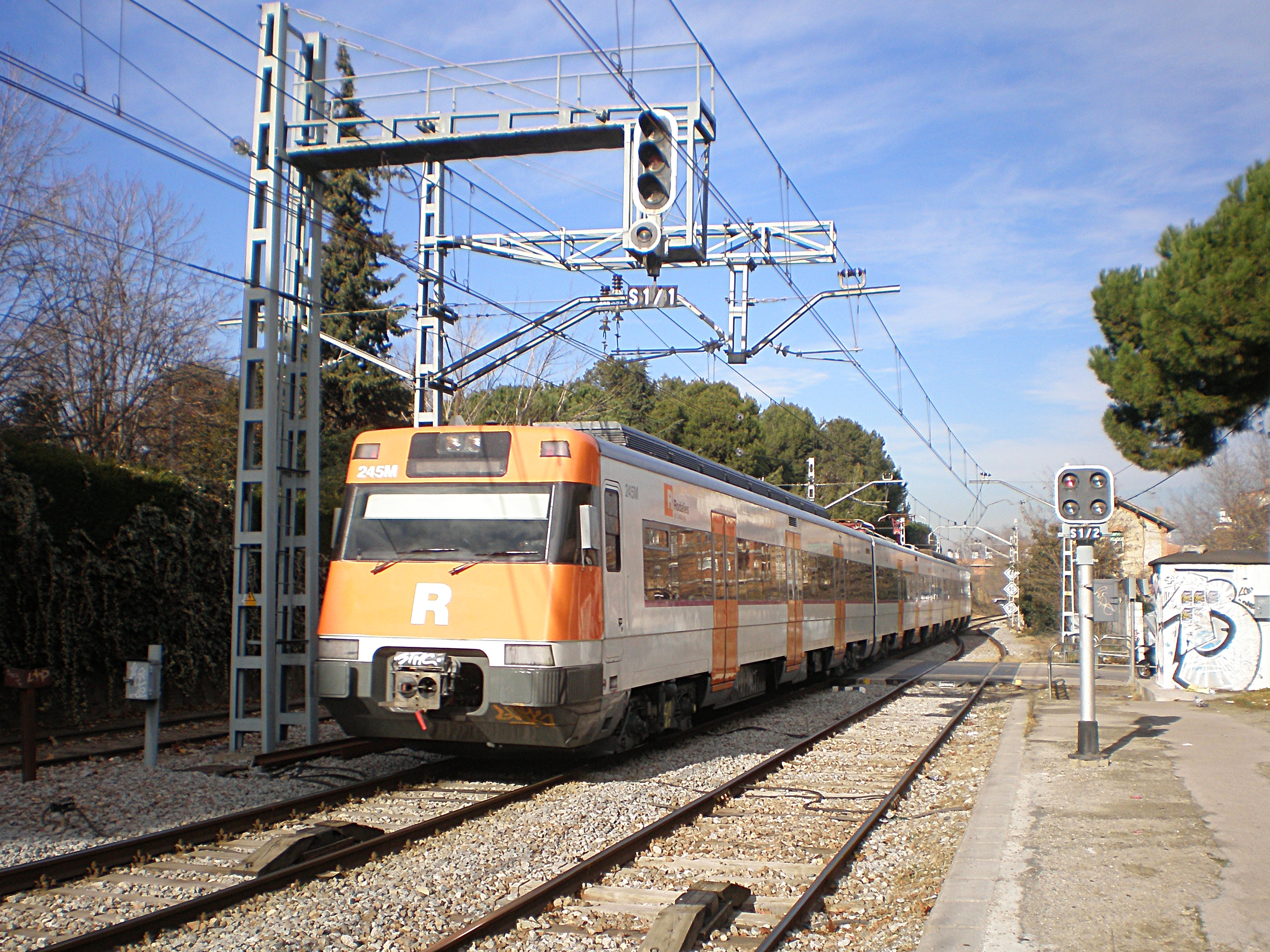
Una unitat elèctrica de la sèrie 447 de Renfe Operadora, que realitza un servei R-3 de Rodalies de Catalunya a L'Hospitalet de Llobregat, entrant a l'estació de Mollet - Santa Rosa (Mollet del Vallès, Vallès Oriental, província de Barcelona, Catalunya) a la línea 222 d'Adif de La Tor de Querol - Enveig a Montcada Bifurcació.